# Medalla al Trabajador Veterano
La Medalla al Trabajador Veterano (en ruso: медаль «Ветеран труда») es un premio laboral civil de la Unión Soviética establecido el 18 de enero de 1974 por Decreto del Presídium del Sóviet Supremo de la URSS. para honrar a los trabajadores, por sus muchos años de arduo trabajo en la economía nacional, las ciencias, la cultura, la educación, la atención médica, las agencias gubernamentales y las organizaciones públicas.
Aunque solo tuvo dieciocho años de existencia relativamente cortos, fue entregada casi cuarenta millones de veces. Su reglamento fue detallado y aprobado mediante decreto número 5999-VIII de 20 de mayo de 1974. Su estatuto fue modificado por múltiples decretos sucesivos del Presídium del Sóviet Supremo de la URSS, primero el 8 de junio de 1977, luego el 12 de agosto de 1983, y finalmente el 28 de diciembre de 1987. La medalla dejó de otorgarse tras la disolución de la Unión Soviética en diciembre de 1991.

## Estatuto
La Medalla al Trabajador Veterano se otorgó a los trabajadores por muchos años de arduo trabajo en la economía nacional, las ciencias, la cultura, la educación, la atención médica, las agencias gubernamentales y las organizaciones públicas. La medalla se otorgó a los trabajadores, agricultores y empleados en reconocimiento a su labor de toda la vida al alcanzar la antigüedad requerida para una pensión de larga duración o la edad de jubilación. El Decreto del Presídium del Sóviet Supremo de la URSS número 5822-IX del 8 de junio de 1977, agregó a las bases y a los funcionarios del Ministerio del Interior como posibles destinatarios bajo los mismos criterios de adjudicación que los trabajadores mencionados en el decreto del 12 de agosto de 1983.
Las recomendaciones para el premio eran formuladas conjuntamente por las administradores del Partido y organizaciones sindicales, empresas, instituciones y organizaciones basadas en nominaciones de grupos de trabajo o consejos laborales. La lista de posibles beneficiarios se remitía luego a los órganos municipales, distritales o del Partido y gubernamentales para su aprobación final. En el caso de los miembros del Ministerio del Interior, la lista de candidaturas se remitía al Ministro del Interior para su aprobación final.
Las ceremonias de entrega de la Medalla generalmente tenían lugar en el lugar de trabajo de los destinatarios y se realizaban en nombre del Presídium del Sóviet Supremo de la URSS, del Presídium del Sóviet Supremo de la Unión o de las Repúblicas Autónomas, los comités ejecutivos de los soviets regionales y provinciales, del Soviet de Moscú, del Soviet de Leningrado o de los Soviets urbanos de los diputados del pueblo de las capitales de las repúblicas soviéticas.
La Medalla al Trabajador Veterano se lleva en el lado izquierdo del pecho y, en presencia de otras órdenes y medallas de la URSS, se coloca después de la Medalla por el trabajo valiente en la Gran Guerra Patria 1941-1945. Si se usa en presencia de Órdenes o medallas de la Federación de Rusia, estas últimas tienen prioridad.

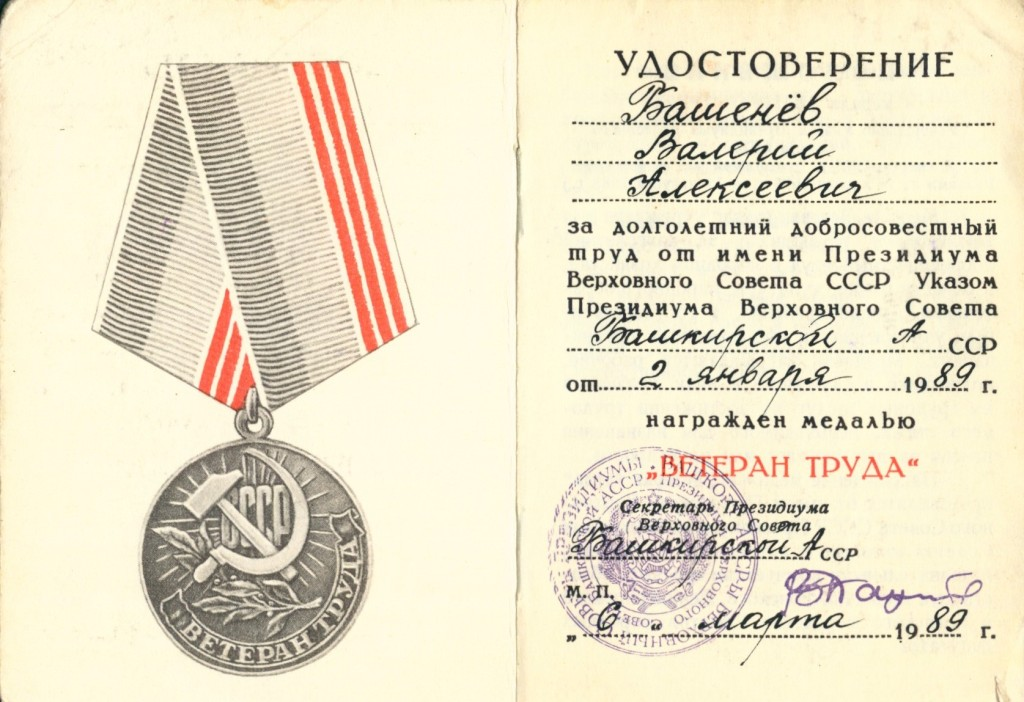
Certificado de concesión de la medalla

Cada medalla venía con un certificado de premio, este certificado se presentaba en forma de un pequeño folleto de cartón de 8 cm por 11 cm con el nombre del premio, los datos del destinatario y un sello oficial y una firma en el interior. 
A 1 de enero de 1995 se habían otorgado la medalla a aproximadamente 39 197 100 personas. El autor del diseño de la medalla fue el pintor S. A. Pomanski.

## Diseño

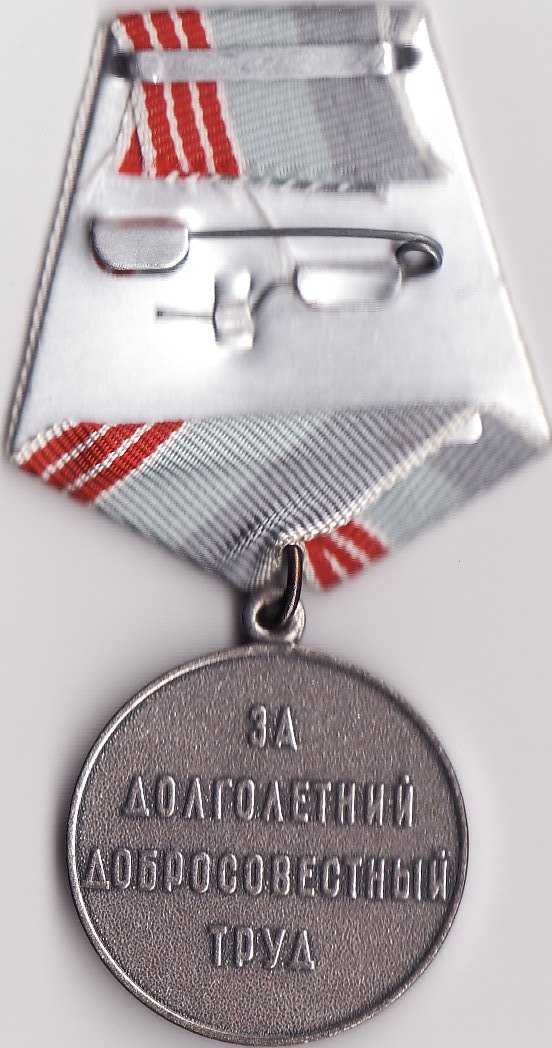
Reverso de la Medalla al Trabajador Veterano

Es una medalla circular de 34 mm de diámetro fabricada en tombac (una aleación de cobre y zinc)  y luego plateada y oxidada.
El anverso de la medalla lleva la imagen en relieve de la hoz y el martillo sobre la inscripción «URSS» (en ruso: «СССР») con rayos divergentes, una rama de laurel se extiende por el ancho de la parte baja de la medalla de derecha a izquierda pasando bajo el mango de la hoz y luego curvándose hacia arriba. A lo largo de la circunferencia inferior y derecha se puede observar una cinta con la inscripción en relieve «VETERANO DEL TRABAJO» (en ruso: «ВЕТЕРАН ТРУДА»). En el reverso, por lo demás simple, lleva la inscripción en cuatro líneas «POR UN TRABAJO LARGO Y DIGNO» (en ruso: «ЗА ДОЛГОЛЕТНИЙ ДОБРОСОВЕСТНЫЙ ТРУД»).
La medalla está conectada con un ojal y un anillo a un bloque pentagonal cubierto con una cinta muaré de seda superpuesta de 24 mm de ancho con franjas de borde blanco de 1 mm de ancho y coloreada de izquierda a derecha por un ancho de 7 mm una franja gris oscuro, una franja gris claro de 8 mm de ancho y tres franjas rojas de 2 mm de ancho separadas por dos franjas blancas de 0,5 mm de ancho.